# La Pernelle
La Pernelle – miejscowość i gmina we Francji, w regionie Normandia, w departamencie Manche.
Według danych na rok 1990 gminę zamieszkiwały 293 osoby, a gęstość zaludnienia wynosiła 41 osób/km² (wśród 1815 gmin Dolnej Normandii La Pernelle plasuje się na 602. miejscu pod względem liczby ludności, natomiast pod względem powierzchni na miejscu 706.).